# 텔로네마속
텔로네마속(Telonema)은 단세포 미생물 속의 일종으로 유일종 텔로네마 수브틸레(Telonema subtile)만을 포함하고 있다. 일부는 텔로네마속(Telonema)을 하크로비아(은편모-착편모조군, cryptomonads-haptophytes assemblage)로 분류한다. 때로는 텔로네미아문(Telonemia)으로 분류하기도 한다.

## 하위 종
2009년 기준으로, 조류 정보 사이트 AlgaeBase에 의하면, 유일종 텔로네마 수브틸레(Telonema subtile)만이 인정되고 있다. 다른 출처는, 텔로네마 수브틸레(Telonema subtile)와 텔로네마 안타락티쿰(Telonema antarcticum)를 기술하고 있다.